# Nachfrage (Mikroökonomie)
Als Nachfrage wird in der Mikroökonomie das Streben der Wirtschaftssubjekte nach Gütern oder Dienstleistungen zu einem bestimmten Preis bezeichnet, die der Bedarfsdeckung dienen. Komplementärbegriff ist das Angebot.
Als Nachfrager kommen alle Wirtschaftssubjekte in Betracht (Privathaushalte, Unternehmen, Staat mit Gebietskörperschaften sowie das Ausland). Unternehmen sind zwar die typischen Anbieter beim Güterangebot, tauchen jedoch gleichzeitig bei der Beschaffung etwa von Rohstoffen für die Produktion (Faktormarkt) auch als Nachfrager auf. Bei der Nachfrage muss das Wirtschaftssubjekt auf einem Markt als Marktteilnehmer auftreten und als Gegenleistung für das vom Anbieter offerierte Handelsobjekt den Kaufpreis in Geld (Geldwirtschaft) oder anderen Gütern/Dienstleistungen (Tauschwirtschaft) entrichten. Je nach Handelsobjekt wird dabei zwischen Produktionsfaktoren (auf dem Faktormarkt), Devisen (Devisenmarkt), Geld (Geldmarkt), Gütern (Gütermarkt), Kapital (Kapitalmarkt) oder Krediten (Kreditmarkt) unterschieden. Entsprechend heißt die Nachfrage dann konkret Faktornachfrage, Devisennachfrage, Geldnachfrage, Güternachfrage, Kapitalnachfrage oder Kreditnachfrage. Die Güternachfrage richtet sich entweder auf Konsumgüter (Konsumgüternachfrage) oder Investitionsgüter (Investitionsgüternachfrage), den zwei wesentlichsten ökonomischen Größen des Gütermarkts.
Die Nachfrager beachten bei ihrer Nachfrage entweder das Ziel der Gewinnmaximierung (Unternehmen) oder der Nutzenmaximierung (Privathaushalte und Staat).

## Nachfrage und Preis

Negativer Zusammenhang zwischen Preis und nachgefragter Menge in der Nachfragekurve

Die Nachfragefunktion ist eine mathematische Funktion als Abhängigkeit der mengenmäßigen Nachfrage eines Wirtschaftssubjekts nach einem Gut von dessen Preis, dem Preis anderer Güter und dem Einkommen des Wirtschaftssubjekts. Die Marshallsche Nachfragefunktion drückt dabei die direkte Abhängigkeit der von einem Gut nachgefragten Menge nur vom Preis dieses Gutes aus. Die Wirtschaftstheorie erfasst mit Hilfe von Nachfragefunktionen das Nachfrageverhalten, wobei allein Angebot und Nachfrage für die Preisbildung verantwortlich sind. Das Zusammenspiel von Angebot und Nachfrage schafft schließlich das Marktgleichgewicht.
Grafisch bestimmt der Schnittpunkt der Nachfragekurve mit der Ordinate den Prohibitivpreis, welcher derart hoch liegt, dass die Nachfrage auf null zurückgeht. Der Schnittpunkt auf der Abszisse kennzeichnet die Sättigungsmenge bei einem Preis von null. Die Nachfrageelastizität dabei ist das Verhältnis der relativen Änderung der Güternachfrage zu der sie verursachenden relativen Preisänderung desselben Gutes.
Das erste Gesetz der Nachfrage geht davon aus, dass normalerweise bei einem niedrigeren Preis eine größere und bei einem höheren Preis für ein Gut eine kleinere Menge nachgefragt wird. Für die Geltung dieser Regel ist es relativ unbedeutend, ob sich die Nachfrager rational oder irrational verhalten, weil ihr Konsumverhalten allein durch die Begrenztheit ihres Geldes bestimmt wird. Das zweite Gesetz der Nachfrage besagt, dass Preis- und Einkommensänderungen im Zeitverlauf zu flacheren Nachfragekurven führen, was mit Nachfrageelastizitäten erklärt werden kann.

## Nachfrage und Einkommen
Ohne Zweifel kommt dem Einkommen als Bestimmungsgröße für die Nachfrage eine überragende Rolle zu. Aus dem Einkommen oder (ausnahmsweise) dem Vermögen wird bei der Nachfrage der Kaufpreis bestritten. Mikroökonomisch betrachtet wird die Güternachfrage durch Güterpreise, durch die Preise von allen anderen Gütern im Warenkorb, durch das Einkommen und von den Präferenzen der Käufer bestimmt.
In der Nachfragetheorie wird die Elastizität der Nachfrage in Bezug auf das Einkommen als Einkommenselastizität bezeichnet. Die Intensität dieses Zusammenhangs ist untrennbar mit der Güterart verbunden.
Dann ergibt sich folgende Einteilung:
| Einkommenselastizität | Einkommen/Nachfrage                                 | Güterart               |
| --------------------- | --------------------------------------------------- | ---------------------- |
| < 0 (negativ)         | Einkommen steigt/Nachfrage sinkt                    | inferiores Gut         |
| 0                     | Nachfrage ist unabhängig vom Einkommen              | neutrales Gut          |
| > 0 (positiv)         | Einkommen steigt/Nachfrage steigt                   | normales Gut           |
| > 0 und < 1           | Einkommen steigt/Nachfrage steigt unterproportional | relativ inferiores Gut |
| > 1                   | Einkommen steigt/Nachfrage steigt überproportional  | superiores Gut         |

Diese Elastizität ist bei normalen Gütern positiv, d. h. bei Einkommenssteigerungen nimmt auch die Nachfrage zu. Bei lebensnotwendigen Gütern (etwa Lebensmitteln) ist sie dem Engelschen Gesetz zufolge kleiner als eins (< 1): Steigt das Einkommen um 10 Prozent, erhöht sich die Nachfrage nach Lebensmitteln unterproportional beispielsweise um 7 Prozent. Bei superioren Gütern (wie Luxusgütern) ist entsprechend die Einkommenselastizität größer als eins (> 1), so dass bei steigendem Einkommen die Nachfrage überproportional wächst. Negative Einkommenselastizitäten weisen inferiore Güter auf, bei denen bei gegebenen Preisen und steigendem Einkommen die Nachfrage sogar sinkt. Die Einkommensunabhängigkeit der „neutralen Güter“ gilt nur mikroökonomisch. Hat ein Nachfrager überhaupt kein Einkommen, um beispielsweise (teure) Medikamente nachzufragen, muss entweder die Krankenversicherung aushelfen oder die Nachfragemenge beträgt null bei einem Einkommen von null. Deshalb erhält der einkommenslose Krankenversicherte sein Insulin, der nicht-Versicherte in Afrika aber keine Aids-Medikamente.

## Nachfrageinterdependenzen
Als Nachfrageinterdependenzen werden Interdependenzen zwischen den Nachfragefunktionen verschiedener Wirtschaftssubjekte bezeichnet. Hierbei wird unterschieden zwischen dem Mitläufereffekt, Snobeffekt und Veblen-Effekt. Beim Mitläufereffekt ist die Nachfrage nach einem Gut umso höher, je größer die von anderen Wirtschaftssubjekten gekaufte Menge dieses Guts ist. Beim Snobeffekt dagegen wird die Nachfrage eines Wirtschaftssubjekts negativ von der Nachfrage anderer Wirtschaftssubjekte beeinflusst. Liegt der Veblen-Effekt vor, so fragt das Wirtschaftssubjekt im Streben nach dem sozialen Status umso mehr von einem Gut nach, je höher der Preis ist, den die Nicht-Käufer vermuten.

## Wirtschaftliche Aspekte
Die Nachfrage steht am Ende der Kettenglieder Mangel, Bedürfnis, Bedarf und Nachfrage. Ein objektiver Mangel tritt bei allen Wirtschaftssubjekten auf und wird zum Bedürfnis, wenn er subjektiv durch Wirtschaftssubjekte wahrgenommen wird und ein Anreiz zur Bedürfnisbefriedigung besteht. Es kommt nicht auf den objektiven Mangel, sondern auf den subjektiv empfundenen Mangel an. Ein Bedürfnis wird zum Bedarf, wenn es mit konkreten Gütern oder Dienstleistungen konfrontiert wird, die der Beseitigung dieses Mangels dienen können. Das subjektive (vorökonomische) Bedürfnis konkretisiert sich durch den ökonomisch relevanten Bedarf. Bedarf ist die Art und/oder Menge der zur Bedürfnisbefriedigung eines Wirtschaftssubjektes notwendigen Güter und Dienstleistungen. Wenn der Bedarf zu einer Kaufentscheidung führt, wird von Nachfrage gesprochen.
Die Wirtschaftstheorie erfasst das Nachfrageverhalten durch mathematische Funktionsgleichungen (Nachfragefunktionen), welche die nachgefragte Menge in Abhängigkeit vom Preis oder Einkommen angibt. Man unterscheidet in der Mikroökonomie die Individualnachfrage eines Wirtschaftssubjekts nach einem Gut und die aggregierte Marktnachfrage. In der Makroökonomie bestehen die Makrodaten aus der gesamtwirtschaftlichen Nachfrage, die sich aus der Nachfrage auf den verschiedenen Teilmärkten zusammensetzt.
In der neoklassischen Preistheorie wird angenommen, dass unter Wettbewerbsbedingungen (partialanalytisch) der aktuelle Preis eines Gutes durch die Schnittstelle der Gesamtangebots- und Gesamtnachfragekurve für dieses Gut bestimmt wird. In der allgemeinen Gleichgewichtsanalyse werden die Preise aller Güter durch die simultane Gleichsetzung des Gesamtangebots und der Gesamtnachfrage auf allen Märkten bestimmt.
Wie weit die gesamtwirtschaftliche Nachfrage durch Lohnerhöhungen langfristig gesteigert werden kann, wie dies von Gewerkschaften gelegentlich mit Bezug auf die Kaufkrafttheorie der Löhne propagiert wird, ist fraglich. Führen Lohnerhöhungen zur Steigerung der Nachfrage, kann die Lohn-Preis-Spirale in Gang gesetzt werden, was eine Inflation auslösen oder verstärken kann. Höhere Löhne führen zwar einerseits kurzfristig zu mehr Einkommen, sie können aber auch dazu führen, dass Unternehmen Arbeitskräfte im Rahmen der Rationalisierung durch Kapital (beispielsweise Maschinen) ersetzen (Faktorsubstitution) und die Produktivität steigern. Dadurch geht dann die Zahl der Einkommensbezieher und die Nachfrage zurück. Lohnerhöhungen, die über die Grenzproduktivität der Arbeit hinausgehen, führen bei substitutionaler Produktionsfunktion unter Beachtung des Ziels der Kostensenkung zu Verschiebungen des Faktoreinsatzverhältnisses zu Lasten der Arbeit; sie wird (teilweise) durch Kapital ersetzt.
Bei der ökonomischen Analyse ist zu beachten, dass mit steigendem Aggregationsgrad (also je mehr individuelle Akteure und einzelne Güter zusammengefasst werden), die ceteris-paribus-Klausel immer problematischer wird, da eben nicht mehr davon ausgegangen werden kann, dass übrige Umstände (Einkommen, Nachfragestruktur) von den in einer aggregierten Nachfragefunktion oder -kurve darstellbaren Änderungen von Preisen und Nachfragemengen unberührt bleiben. Diese Schwierigkeit umgehen die Modelle eines allgemeinen Gleichgewichts.